# Pietro Alemanno

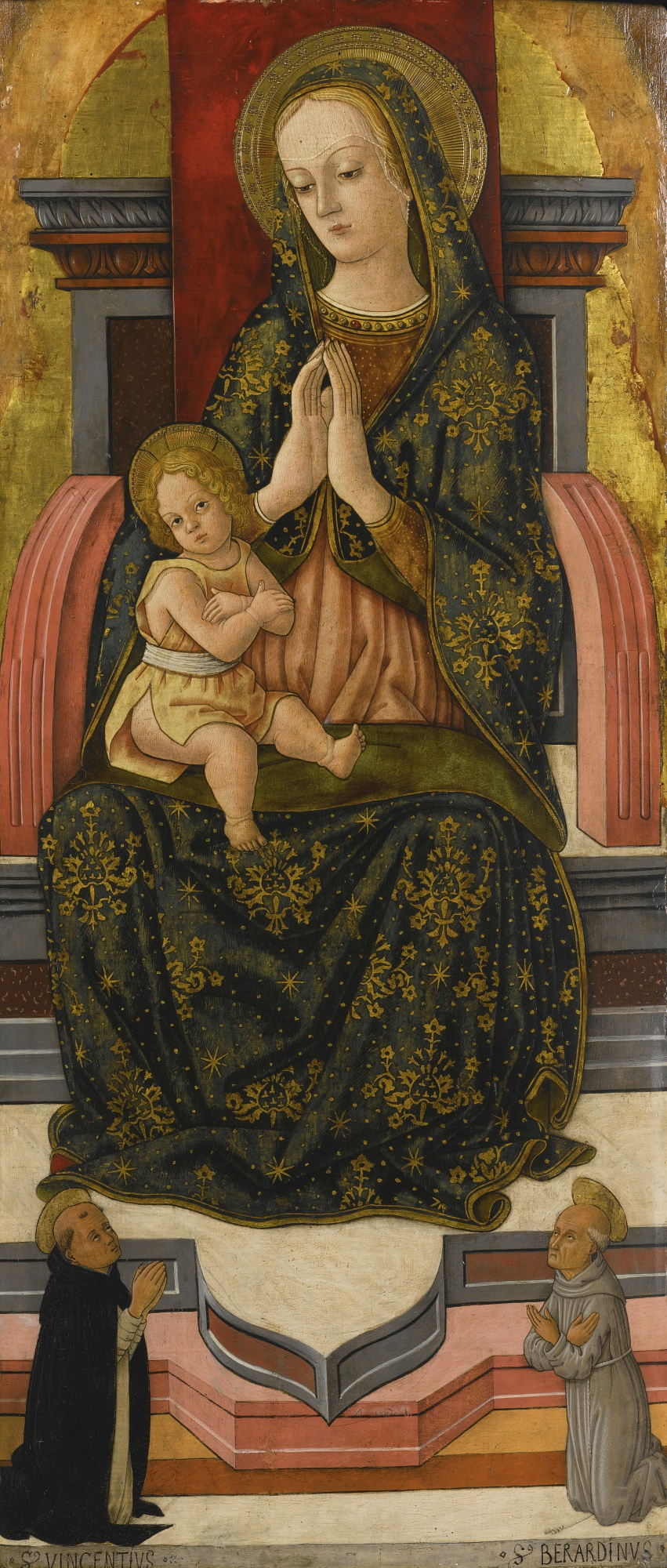
Madonna in trono col Bambino e i santi Vincenzo Ferrer e Bernardino, tavola in collezione privata

Pietro Grill da Göttweih detto l'Alemanno o l'Alamanno (Choetbei, tra il 1430 e il 1440 – Ascoli Piceno, 1498) è stato un pittore e scultore italiano del Rinascimento di origine austriaca.

## Biografia
Pietro Grill, il suo vero nome, è pressoché inutilizzato in quanto lui stesso si siglava come ALAMANI o ALAMANUS. Alemanno non è altro che un appellativo per indicare all'epoca tutte le persone di lingua o provenienza tedesca. Nel corso dei secoli è stato conosciuto come Pietro da Göttweih, Göttweich o Göttweig, Pietro d'Alemagna, Alemanno, Alamanno o Alemanni. La sua firma: "PETRUS ALAMANUS DE CHOETBEI" su una mal conservata predella del polittico di Monterubbiano, ci trasmette l'antico nome del suo luogo di nascita e documenta con certezza la sua attività nelle Marche a partire dal 1475. L'affresco della "Madonna con Bambino e Santi", della chiesa della Madonna delle Rose di Torre San Patrizio, datato 1466 e attribuito all'Alemanno, attesta invece la probabile presenza dell'autore nella Marca Fermana almeno due anni prima del suo maestro  Carlo Crivelli, la cui attività nella zona inizia soltanto nel 1468 con il completamento del trittico di Massa Fermana. 
L'Alemanno si trasferì ad Ascoli Piceno intorno al 1470 forse attirato dall'esistenza di una nutrita comunità di origini tedesche, qui acquistò una casa nel 1477 e nel 1485 ne ottenne la cittadinanza a seguito delle numerose committenze svolte. La sua produzione migliore iniziò con il suo arrivo presso lo studio del Crivelli, del quale assorbi completamente lo stile, rendendo molto spesso difficile l'attribuzione di dipinti a noi pervenuti privi di firma. L'Alemanno è universalmente riconosciuto come discepolo del maestro veneziano; lui stesso, in una tavola centrale di polittico appartenuta alla collezione di Lord James Carnegie, si firma: "OPVS·PETRI·ALAMANI·DISCIPVLI·MAIST :I·KAROLI·CRIVELLI·VENETI· 1·4·8·8". 
Il suo stile semplice e la rappresentazione schematica delle Icone Sacre lo resero all'epoca addirittura più richiesto del Crivelli stesso per cui nelle zone delle attuali province di Macerata, Fermo, Ascoli Piceno e Teramo sono individuabili molte sue opere contenenti praticamente quasi sempre gli stessi soggetti e cioè Madonne in trono con Bambino accostate, in base ai patroni o ai protettori delle comunità committenti, a vari Santi. Le sue opere più numerose furono costituite da  affreschi, purtroppo la scarsa resistenza all'umidità di questa tecnica pittorica ne ha impedito la conservazione e tutto ciò che è visibile oggi ha necessitato o necessita di essere restaurato. La sua produzione risulta essere influenzata notevolmente dalla cosiddetta scuola padovana dello Squarcione presso la cui bottega si formarono oltre al Crivelli, anche il dalmata Giorgio Schiavone e il più talentuoso Andrea Mantegna. Alcune opere dell'Alemanno, come del resto anche quelle del suo maestro, furono soggette ad una specie di diaspora che portò nel corso dei secoli allo smembramento di alcuni polittici che vennero in qualche caso venduti separatamente o definitivamente smarriti. Per questo motivo, ma anche per le leggi napoleoniche del 1798 che, con la soppressione di chiese e conventi, consentirono l'indiscriminato saccheggio dei dipinti sacri, attualmente alcune opere dell'Alemanno risultano incomplete o molto lontane dal luogo dove vennero eseguite.

## Opere

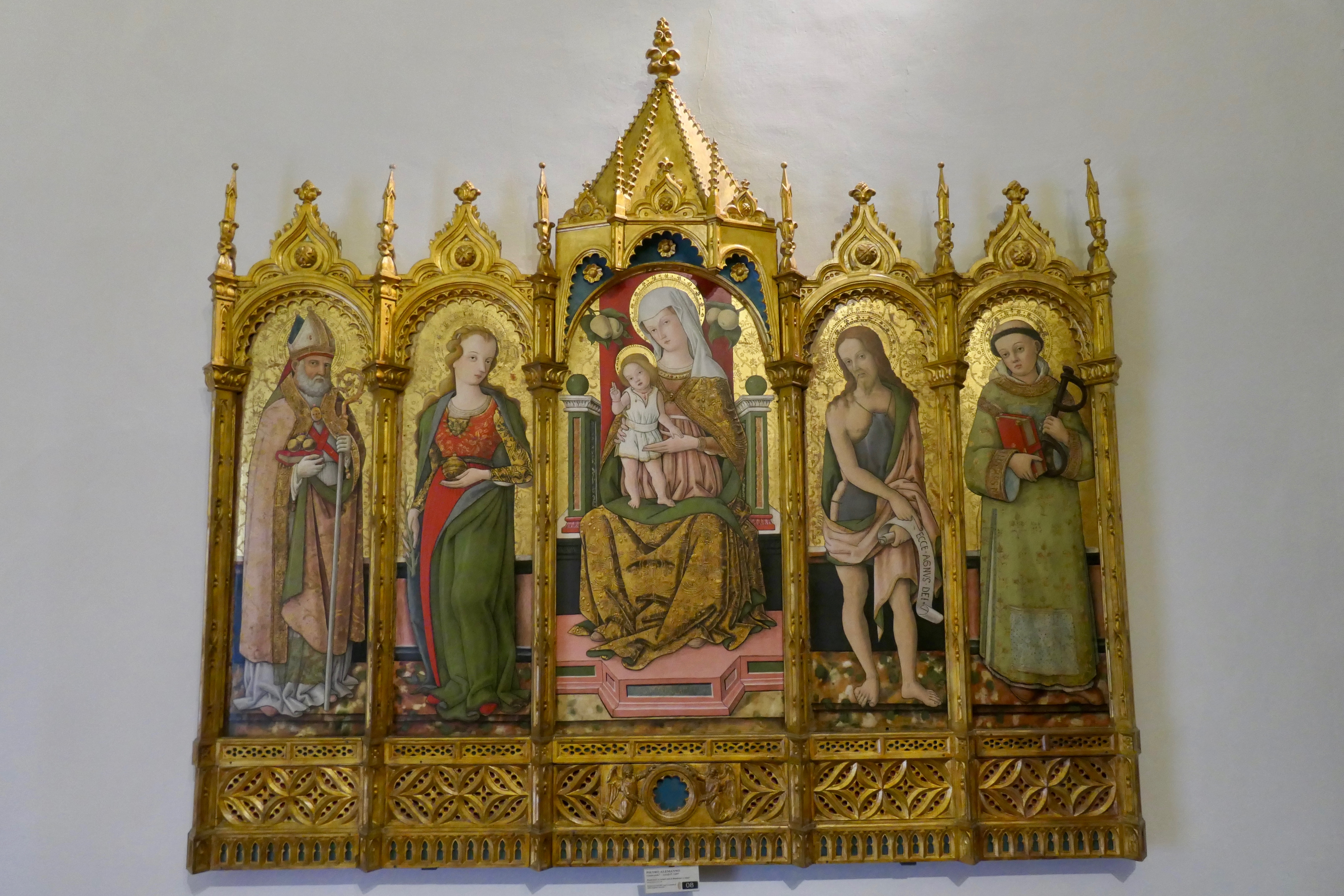
Il Polittico della Carità, Pinacoteca civica, Ascoli Piceno.

- Madonna in trono con il Bambino, santa Rufina, sant'Antonio Abate, tempera su tavola, L'Aquila, Museo Nazionale d'Abruzzo
- Madonna in trono con il Bambino, San Giovanni Battista, San Biagio, tempera su tavola, L'Aquila, Museo Nazionale d'Abruzzo
- Madonna con Bambino e Santi, tempera su tavola, trittico, Paggese di Acquasanta Terme, Chiesa di San Lorenzo (attr.)
- Madonna delle Grazie, tempera su tavola, Ascoli Piceno, Cattedrale di Sant'Emidio
- San Giovanni Battista, tempera su tavola, Roma, Galleria Colonna
- San Michele Arcangelo, tempera su tavola, Roma, Palazzo Barberini
- San Pietro, tempera su tavola, Roma, Palazzo Barberini
- Ecce Homo con strumenti della Passione, tempera su tavola (parte di un polittico smembrato), Montefortino, Pinacoteca civica "Fortunato Duranti"
- Madonna con Bambino, San Sebastiano e San Cosma, tempera su tavola (parte di un polittico smembrato), Montefortino, Pinacoteca Civica "Fortunato Duranti"
- Santa Lucia, tempera su tavola (parte di un polittico smembrato), Montefortino, Pinacoteca Civica "Fortunato Duranti"
- San Rocco e San Sebastiano, tempera su tavola, dittico, Lapedona, Chiesa di San Giacomo e San Quirico (attr.)
- Polittico di Monterubbiano, tempera su tavola, 1475, Milano, Pinacoteca di Brera
- Madonna con Bambino e Santi, 1475-1480, polittico, Montefalcone Appennino, Museo Palazzi Felici
- Madonna con Bambino, San Cipriano e Santa Caterina, 1476-1482, trittico, Castel Folignano di Folignano, Chiesa di Santa Maria e San Cipriano
- Tavola cuspidata, 1485, Ascoli Piceno, Museo Diocesano
- Madonna della Misericordia, tempera su tavola, 1494, Sarnano, Chiesa di Piazza Alta
- Polittico di San Leonardo, Ascoli Piceno, Pinacoteca civica
- Polittico di Santa Maria della carità, 1489, Ascoli Piceno, Pinacoteca civica
- Santa Veneranda, 1482, parte di un polittico smembrato, Ascoli Piceno, Pinacoteca civica
- Cristo morto tra San Sebastiano e San Rocco, parte di un polittico smembrato, Ascoli Piceno, Pinacoteca civica
- Annunciazione, tela, 1484, Ascoli Piceno, Pinacoteca civica
- Madonna della Misericordia, tela, 1485, San Ginesio, Chiesa della Collegiata
- affresco, Sarnano, cripta della Chiesa di Santa Maria Assunta
- Madonna delle Grazie, affresco, Teramo, Santuario della Madonna delle Grazie
- Madonna con Bambino, affresco, Ascoli Piceno, Chiesa del Crocifisso dell'Icona
- Madonna con Bambino e Santi, 1466, affresco, Torre San Patrizio, Chiesa della Madonna delle Rose
- San Giacomo della Marca, 1488-1490, affresco, Ascoli Piceno, Palazzo dei Capitani del Popolo
- San Giacomo della Marca, 1488-1490, affresco, Tronzano di Ascoli Piceno, Chiesa di Sant'Emidio
- Santa Lucia, tela, 1490, Offida, Pinacoteca civica (attr.)
- Santa Maria Maddalena (?), parte di un polittico smembrato, Ascoli Piceno, Pinacoteca civica
- San Giacomo della Marca, parte di un polittico smembrato, Ascoli Piceno, Pinacoteca Civica